# EFL Championship de 2023–24
A EFL Championship de 2023–24 (também referida como Sky Bet Championship por motivos de patrocínio) é a 8º temporada sob o nome da English Football League é a 20º edição da EFL Championship desde sua fundação em 2004. Também é 121º edição da segunda divisão do futebol Inglês, a 32º sob o formato atual.

## Equipes

### Mudança de times
| Pos | Promovidos à Premier League de 2023–24 |
| --- | -------------------------------------- |
| 1º  | Burnley                                |
| 2º  | Sheffield United                       |
| 3°  | Luton Town (Play-offs)                 |

| Pos | Rebaixados da Premier League de 2022–23 |
| --- | --------------------------------------- |
| 18º | Leicester                               |
| 19º | Leeds United                            |
| 20º | Southampton                             |

| Pos | Promovidos da EFL League One de 2022–23 |
| --- | --------------------------------------- |
| 1º  | Plymouth Argyle                         |
| 2º  | Ipswich Town                            |
| 3º  | Sheffield Wednesday (Play-offs)         |

| Pos | Rebaixados da EFL Championship de 2022–23 |
| --- | ----------------------------------------- |
| 22º | Reading                                   |
| 23º | Blackpool                                 |
| 24º | Wigan                                     |

### Estádios e localizações
| Clube                | Localização                | Estádio                         | Capacidade |
| -------------------- | -------------------------- | ------------------------------- | ---------- |
| Birmingham City      | Birmingham                 | St Andrew's                     | 29,409     |
| Blackburn Rovers     | Blackburn                  | Ewood Park                      | 31,367     |
| Bristol City         | Bristol                    | Ashton Gate Stadium             | 27,000     |
| Cardiff City         | Cardiff                    | Cardiff City Stadium            | 33,280     |
| Coventry City        | Coventry                   | Coventry Building Society Arena | 32,609     |
| Huddersfield Town    | Huddersfield               | Kirklees Stadium                | 24,121     |
| Hull City            | Kingston upon Hull         | MKM Stadium                     | 25,586     |
| Ipswich Town         | Ipswich                    | Portman Road                    | 29,673     |
| Leeds United         | Leeds                      | Elland Road                     | 37,608     |
| Leicester City       | Leicester                  | King Power Stadium              | 32,262     |
| Middlesbrough        | Middlesbrough              | Riverside Stadium               | 34,742     |
| Millwall             | Londres (South Bermondsey) | The Den                         | 20,146     |
| Norwich City         | Norwich                    | Carrow Road                     | 27,359     |
| Plymouth Argyle      | Plymouth                   | Home Park                       | 17,900     |
| Preston North End    | Preston                    | Deepdale                        | 23,404     |
| Queens Park Rangers  | Londres(White City)        | Loftus Road                     | 18,439     |
| Rotherham United     | Rotherham                  | New York Stadium                | 12,021     |
| Sheffield Wednesday  | Sheffield                  | Hillsborough Stadium            | 34,854     |
| Southampton          | Southampton                | St Mary's Stadium               | 32,384     |
| Stoke City           | Stoke-on-Trent             | bet365 Stadium                  | 30,089     |
| Sunderland           | Sunderland                 | Stadium of Light                | 49,000     |
| Swansea City         | Swansea                    | Swansea.com Stadium             | 21,088     |
| Watford              | Watford                    | Vicarage Road                   | 22,200     |
| West Bromwich Albion | West Bromwich              | The Hawthorns                   | 26,850     |

## Classificação
| Pos | Equipe              | Pts | J  | V  | E  | D  | GP | GC | SG  | Promovido, classificação ou rebaixado            |
| --- | ------------------- | --- | -- | -- | -- | -- | -- | -- | --- | ------------------------------------------------ |
| 1   | Leicester (C)       | 97  | 46 | 31 | 4  | 11 | 89 | 41 | +48 | Promoção à Premier League de 2024–25             |
| 2   | Ipswich Town        | 96  | 46 | 28 | 12 | 6  | 92 | 57 | +35 | Promoção à Premier League de 2024–25             |
| 3   | Leeds United        | 90  | 46 | 27 | 9  | 10 | 81 | 43 | +38 | Play-offs de promoção                            |
| 4   | Southampton         | 87  | 46 | 26 | 9  | 11 | 87 | 63 | +24 | Play-offs de promoção                            |
| 5   | West Bromwich       | 75  | 46 | 21 | 12 | 13 | 70 | 47 | +23 | Play-offs de promoção                            |
| 6   | Norwich City        | 73  | 46 | 21 | 10 | 15 | 79 | 64 | +15 | Play-offs de promoção                            |
| 7   | Hull City           | 70  | 46 | 19 | 13 | 14 | 68 | 60 | +8  |                                                  |
| 8   | Middlesbrough       | 69  | 46 | 20 | 9  | 17 | 71 | 62 | +9  |                                                  |
| 9   | Coventry City       | 64  | 46 | 17 | 13 | 16 | 70 | 59 | +11 |                                                  |
| 10  | Preston North End   | 63  | 46 | 18 | 9  | 19 | 56 | 67 | −11 |                                                  |
| 11  | Bristol City        | 62  | 46 | 17 | 11 | 18 | 53 | 51 | +2  |                                                  |
| 12  | Cardiff City        | 62  | 46 | 19 | 5  | 22 | 53 | 70 | −17 |                                                  |
| 13  | Millwall            | 59  | 46 | 16 | 11 | 19 | 45 | 55 | −10 |                                                  |
| 14  | Swansea City        | 57  | 46 | 15 | 12 | 19 | 59 | 65 | −6  |                                                  |
| 15  | Watford             | 56  | 46 | 13 | 17 | 16 | 61 | 61 | 0   |                                                  |
| 16  | Sunderland          | 56  | 46 | 16 | 8  | 22 | 52 | 54 | −2  |                                                  |
| 17  | Stoke City          | 56  | 46 | 15 | 11 | 20 | 49 | 60 | −11 |                                                  |
| 18  | Queens Park Rangers | 56  | 46 | 15 | 11 | 20 | 47 | 58 | −11 |                                                  |
| 19  | Blackburn           | 53  | 46 | 14 | 11 | 21 | 60 | 74 | −14 |                                                  |
| 20  | Sheffield Wednesday | 53  | 46 | 15 | 8  | 23 | 44 | 68 | −24 |                                                  |
| 21  | Plymouth Argyle     | 51  | 46 | 13 | 12 | 21 | 59 | 70 | −11 |                                                  |
| 22  | Birmingham          | 50  | 46 | 13 | 11 | 22 | 50 | 65 | −15 | Zona de rebaixamento à EFL League One de 2024–25 |
| 23  | Huddersfield Town   | 45  | 46 | 9  | 18 | 19 | 48 | 77 | −29 | Zona de rebaixamento à EFL League One de 2024–25 |
| 24  | Rotherham United    | 27  | 46 | 5  | 12 | 29 | 37 | 89 | −52 | Zona de rebaixamento à EFL League One de 2024–25 |

## Desempenho por rodada
Clubes que lideraram o campeonato ao final de cada rodada:
| Rodadas | Rodadas | Rodadas | Rodadas | Rodadas | Rodadas | Rodadas | Rodadas | Rodadas | Rodadas | Rodadas | Rodadas | Rodadas | Rodadas | Rodadas | Rodadas | Rodadas | Rodadas | Rodadas | Rodadas | Rodadas | Rodadas | Rodadas | Rodadas | Rodadas | Rodadas | Rodadas | Rodadas | Rodadas | Rodadas | Rodadas | Rodadas | Rodadas | Rodadas | Rodadas | Rodadas | Rodadas | Rodadas | Rodadas | Rodadas | Rodadas | Rodadas | Rodadas | Rodadas | Rodadas | Rodadas |
| ------- | ------- | ------- | ------- | ------- | ------- | ------- | ------- | ------- | ------- | ------- | ------- | ------- | ------- | ------- | ------- | ------- | ------- | ------- | ------- | ------- | ------- | ------- | ------- | ------- | ------- | ------- | ------- | ------- | ------- | ------- | ------- | ------- | ------- | ------- | ------- | ------- | ------- | ------- | ------- | ------- | ------- | ------- | ------- | ------- | ------- |
| 1       | 2       | 3       | 4       | 5       | 6       | 7       | 8       | 9       | 10      | 11      | 12      | 13      | 14      | 15      | 16      | 17      | 18      | 19      | 20      | 21      | 22      | 23      | 24      | 25      | 26      | 27      | 28      | 29      | 30      | 31      | 32      | 33      | 34      | 35      | 36      | 37      | 38      | 39      | 40      | 41      | 42      | 43      | 44      | 45      | 46      |
| WAT     | IPS     | IPS     | LEI     | PNE     | PNE     | PNE     | LEI     | LEI     | LEI     | LEI     | LEI     | LEI     | LEI     | LEI     | LEI     | LEI     | LEI     | LEI     | LEI     | LEI     | LEI     | LEI     | LEI     | LEI     | LEI     | LEI     | LEI     | LEI     | LEI     | LEI     | LEI     | LEI     | LEI     | LEI     | LEI     | LEI     | LEI     | LEI     | LEI     | LEI     | LEI     | LEI     | LEI     | LEI     | LEI     |

Clubes que ficaram na última posição do campeonato ao final de cada rodada:
| Rodadas | Rodadas | Rodadas | Rodadas | Rodadas | Rodadas | Rodadas | Rodadas | Rodadas | Rodadas | Rodadas | Rodadas | Rodadas | Rodadas | Rodadas | Rodadas | Rodadas | Rodadas | Rodadas | Rodadas | Rodadas | Rodadas | Rodadas | Rodadas | Rodadas | Rodadas | Rodadas | Rodadas | Rodadas | Rodadas | Rodadas | Rodadas | Rodadas | Rodadas | Rodadas | Rodadas | Rodadas | Rodadas | Rodadas | Rodadas | Rodadas | Rodadas | Rodadas | Rodadas | Rodadas | Rodadas |
| ------- | ------- | ------- | ------- | ------- | ------- | ------- | ------- | ------- | ------- | ------- | ------- | ------- | ------- | ------- | ------- | ------- | ------- | ------- | ------- | ------- | ------- | ------- | ------- | ------- | ------- | ------- | ------- | ------- | ------- | ------- | ------- | ------- | ------- | ------- | ------- | ------- | ------- | ------- | ------- | ------- | ------- | ------- | ------- | ------- | ------- |
| 1       | 2       | 3       | 4       | 5       | 6       | 7       | 8       | 9       | 10      | 11      | 12      | 13      | 14      | 15      | 16      | 17      | 18      | 19      | 20      | 21      | 22      | 23      | 24      | 25      | 26      | 27      | 28      | 29      | 30      | 31      | 32      | 33      | 34      | 35      | 36      | 37      | 38      | 39      | 40      | 41      | 42      | 43      | 44      | 45      | 46      |
| QPR     | MID     | SHW     | SHW     | MID     | MID     | MID     | SHW     | SHW     | SHW     | SHW     | SHW     | SHW     | SHW     | SHW     | SHW     | SHW     | SHW     | SHW     | ROT     | ROT     | ROT     | ROT     | ROT     | ROT     | ROT     | ROT     | ROT     | ROT     | ROT     | ROT     | ROT     | ROT     | ROT     | ROT     | ROT     | ROT     | ROT     | ROT     | ROT     | ROT     | ROT     | ROT     | ROT     | ROT     | ROT     |

## Confrontos
| Mandante \ Visitante | BIR | BLB | BRC | CAR | COV | HUD | HUL | IPS | LEE | LEI | MID | MIL | NOR | PLY | PNE | QPR | ROT | SHW | SOU | STO | SUN | SWA | WAT | WBA |
| -------------------- | --- | --- | --- | --- | --- | --- | --- | --- | --- | --- | --- | --- | --- | --- | --- | --- | --- | --- | --- | --- | --- | --- | --- | --- |
| Birmingham           | —   | 1–0 | 0–0 | 0–1 | 3–0 | 4–1 | 0–2 | 2–2 | 1–0 | 2–3 | 0–1 | 1–1 | 1–0 | 2–1 | 1–0 | 0–0 | 0–0 | 2–1 | 3–4 | 1–3 | 2–1 | 2–2 | 0–1 | 3–1 |
| Blackburn            | 4–2 | —   | 2–1 | 1–0 | 0–0 | 1–1 | 1–2 | 0–1 | 0–2 | 1–4 | 2–1 | 1–1 | 1–1 | 1–1 | 1–2 | 1–2 | 2–2 | 1–3 | 0–0 | 3–1 | 1–3 | 0–1 | 1–2 | 2–1 |
| Bristol City         | 0–2 | 5–0 | —   | 0–1 | 1–0 | 1–1 | 3–2 | 0–1 | 0–1 | 1–0 | 3–2 | 0–1 | 1–2 | 4–1 | 1–1 | 0–1 | 2–0 | 1–0 | 3–1 | 2–3 | 1–0 | 1–0 | 1–1 | 0–0 |
| Cardiff City         | 0–1 | 0–0 | 2–0 | —   | 3–2 | 1–0 | 1–3 | 2–1 | 0–3 | 0–2 | 1–4 | 1–0 | 2–3 | 2–2 | 0–2 | 1–2 | 2–0 | 2–1 | 2–1 | 2–1 | 0–2 | 2–0 | 1–1 | 0–1 |
| Coventry City        | 2–0 | 1–0 | 2–2 | 1–2 | —   | 1–1 | 2–3 | 1–2 | 2–1 | 3–1 | 3–0 | 2–1 | 1–1 | 1–0 | 0–3 | 1–2 | 5–0 | 2–0 | 1–1 | 0–0 | 0–0 | 2–2 | 3–3 | 0–2 |
| Huddersfield Town    | 1–1 | 3–0 | 1–1 | 0–4 | 1–3 | —   | 1–2 | 1–1 | 1–1 | 0–1 | 1–2 | 1–0 | 0–4 | 1–1 | 1–3 | 2–1 | 2–0 | 4–0 | 1–1 | 2–2 | 1–0 | 0–4 | 0–0 | 1–4 |
| Hull City            | 1–1 | 3–2 | 1–1 | 3–0 | 1–1 | 1–0 | —   | 3–3 | 0–0 | 2–2 | 2–2 | 1–0 | 1–2 | 1–1 | 1–0 | 3–0 | 4–1 | 4–2 | 1–2 | 0–2 | 0–1 | 0–1 | 1–2 | 1–1 |
| Ipswich Town         | 3–1 | 4–3 | 3–2 | 3–2 | 2–1 | 2–0 | 3–0 | —   | 3–4 | 1–1 | 1–1 | 3–1 | 2–2 | 3–2 | 4–2 | 0–0 | 4–3 | 6–0 | 3–2 | 2–0 | 2–1 | 3–2 | 0–0 | 2–2 |
| Leeds United         | 3–0 | 0–1 | 2–1 | 2–2 | 1–1 | 4–1 | 3–1 | 4–0 | —   | 3–1 | 3–2 | 2–0 | 1–0 | 2–1 | 2–1 | 1–0 | 3–0 | 0–0 | 1–2 | 1–0 | 0–0 | 3–1 | 3–0 | 1–1 |
| Leicester            | 2–1 | 0–2 | 1–0 | 2–1 | 2–1 | 4–1 | 0–1 | 1–1 | 0–1 | —   | 1–2 | 3–2 | 3–1 | 4–0 | 3–0 | 1–2 | 3–0 | 2–0 | 5–0 | 2–0 | 1–0 | 3–1 | 2–0 | 2–1 |
| Middlesbrough        | 1–0 | 0–0 | 1–2 | 2–0 | 1–3 | 1–1 | 1–2 | 0–2 | 3–4 | 1–0 | —   | 0–1 | 3–1 | 0–2 | 4–0 | 0–2 | 1–1 | 2–0 | 2–1 | 0–2 | 1–1 | 2–0 | 3–1 | 1–0 |
| Millwall             | 1–0 | 1–2 | 0–1 | 3–1 | 0–3 | 1–1 | 2–2 | 0–4 | 0–3 | 1–0 | 1–3 | —   | 1–0 | 1–0 | 1–1 | 2–0 | 3–0 | 0–2 | 0–1 | 1–0 | 1–1 | 0–3 | 1–0 | 1–1 |
| Norwich City         | 2–0 | 1–3 | 1–1 | 4–1 | 2–1 | 2–0 | 2–1 | 1–0 | 2–3 | 0–2 | 1–2 | 3–1 | —   | 2–1 | 0–0 | 1–0 | 5–0 | 3–1 | 1–1 | 1–0 | 1–0 | 2–2 | 4–2 | 2–0 |
| Plymouth Argyle      | 3–3 | 3–0 | 0–1 | 3–1 | 2–2 | 3–1 | 1–0 | 0–2 | 0–2 | 1–0 | 3–3 | 0–2 | 6–2 | —   | 0–1 | 1–1 | 3–2 | 3–0 | 1–2 | 2–1 | 2–0 | 1–3 | 3–3 | 0–3 |
| Preston North End    | 2–1 | 2–2 | 2–0 | 1–2 | 3–2 | 4–1 | 0–0 | 3–2 | 2–1 | 0–3 | 2–1 | 1–1 | 0–1 | 2–1 | —   | 0–2 | 3–0 | 0–1 | 2–2 | 1–2 | 2–1 | 2–1 | 1–5 | 0–4 |
| Queens Park Rangers  | 2–1 | 0–4 | 0–0 | 1–2 | 1–3 | 1–1 | 2–0 | 0–1 | 4–0 | 1–2 | 0–2 | 2–0 | 2–2 | 0–0 | 1–0 | —   | 2–1 | 0–2 | 0–1 | 4–2 | 1–3 | 1–1 | 1–2 | 2–2 |
| Rotherham United     | 0–0 | 2–2 | 1–2 | 5–2 | 2–0 | 0–0 | 1–2 | 2–2 | 1–1 | 1–2 | 1–0 | 2–1 | 2–1 | 0–1 | 1–1 | 1–1 | —   | 0–1 | 0–2 | 0–1 | 1–1 | 1–2 | 0–1 | 0–2 |
| Sheffield Wednesday  | 2–0 | 3–1 | 2–1 | 1–2 | 1–2 | 0–0 | 3–1 | 0–1 | 0–2 | 1–1 | 1–1 | 0–4 | 2–2 | 1–0 | 0–1 | 2–1 | 2–0 | —   | 1–2 | 1–1 | 0–3 | 1–1 | 0–0 | 3–0 |
| Southampton          | 3–1 | 4–0 | 1–0 | 2–0 | 2–1 | 5–3 | 1–2 | 0–1 | 3–1 | 1–4 | 1–1 | 1–2 | 4–4 | 2–1 | 3–0 | 2–1 | 1–1 | 4–0 | —   | 0–1 | 4–2 | 5–0 | 3–2 | 2–1 |
| Stoke City           | 1–2 | 0–3 | 4–0 | 0–0 | 0–1 | 1–1 | 1–3 | 0–0 | 1–0 | 0–5 | 2–0 | 0–0 | 0–3 | 3–0 | 0–2 | 1–0 | 4–1 | 0–1 | 0–1 | —   | 2–1 | 1–1 | 1–0 | 2–2 |
| Sunderland           | 3–1 | 1–5 | 0–0 | 0–1 | 0–3 | 1–2 | 0–1 | 1–2 | 1–0 | 0–1 | 0–4 | 0–1 | 3–1 | 3–1 | 2–0 | 0–0 | 2–1 | 0–2 | 5–0 | 3–1 | —   | 1–2 | 2–0 | 2–1 |
| Swansea City         | 1–1 | 2–1 | 1–2 | 2–0 | 1–1 | 1–1 | 2–2 | 1–2 | 0–4 | 1–3 | 1–2 | 0–1 | 2–1 | 0–1 | 2–1 | 0–1 | 1–0 | 3–0 | 1–3 | 3–0 | 0–0 | —   | 0–1 | 1–0 |
| Watford              | 2–0 | 0–1 | 1–4 | 0–1 | 1–2 | 1–2 | 0–0 | 1–2 | 2–2 | 1–2 | 2–3 | 2–2 | 3–2 | 0–0 | 0–0 | 4–0 | 5–0 | 1–0 | 1–1 | 1–1 | 1–0 | 1–1 | —   | 2–2 |
| West Bromwich        | 1–0 | 4–1 | 2–0 | 2–0 | 2–1 | 1–2 | 3–1 | 2–0 | 1–0 | 1–2 | 4–2 | 0–0 | 1–0 | 0–0 | 3–0 | 2–0 | 2–0 | 1–0 | 0–2 | 1–1 | 0–1 | 3–2 | 2–2 | —   |

## Play-offs de promoção

### Esquema
|  | Semifinais    | Semifinais  | Semifinais | Semifinais |   |              | Final | Final |
|  |               |             |            |            |   |              |       |       |
|  | Leeds United  | 0           | 4          | 4          |   |              |       |       |
|  | Norwich City  | 0           | 0          | 0          |   |              |       |       |
|  | Norwich City  | 0           | 0          | 0          |   | Leeds United | 0     |       |
|  |               |             |            |            |   | Leeds United | 0     |       |
|  |               | Southampton | 1          |            |   |              |       |       |
|  | Southampton   | Southampton | 1          | 0          | 3 | 3            |       |       |
|  | Southampton   |             |            | 0          | 3 | 3            |       |       |
|  | West Bromwich | 0           | 1          | 1          |   |              |       |       |

### Semifinais

#### Jogos de ida
| 12 de maio de 2024 | Norwich City | 0 – 0     | Leeds United | Carrow Road, Norwich                    |
| 12:00 (UTC+1)      |              | Relatório |              | Público: 26 982 Árbitro: ENG Josh Smith |

| 13 de maio de 2024 | West Bromwich | 0 – 0     | Southampton | The Hawthorns, West Bromwich                |
| 14:15 (UTC+1)      |               | Relatório |             | Público: 25 367 Árbitro: ENG Samuel Barrott |

#### Jogos de volta
| 16 de maio de 2024 | Leeds United                                        | 4 – 0     | Norwich City | Elland Road, Leeds                          |
| 20:00 (UTC+1)      | Gruev 7' · Piroe 20' · Rutter 40' · Summerville 68' | Relatório |              | Público: 36 384 Árbitro: AUS Jarred Gillett |

Leeds United venceu por 4–0 no placar agregado.
| 17 de maio de 2023 | Southampton                              | 3 – 1     | West Bromwich | St. Mary's Stadium, Southampton           |
| 20:00 (UTC+1)      | Smallbone 49' · Armstrong 78', 86' (pen) | Relatório | Kipré 90+7'   | Público: 30 712 Árbitro: ENG Tim Robinson |

Southampton venceu por 3–1 no placar agregado.

### Final
Jogo único
| 26 de maio de 2024 | Leeds United | 0 – 1     | Southampton   | Estádio de Wembley, Londres              |
| 20:30 (UTC+1)      |              | Relatório | Armstrong 24' | Público: 85 862 Árbitro: ENG John Brooks |

## Estatísticas
Atualizado em 18 de maio de 2023.

### Artilheiros
| Pos. | Jogador               | Equipe          | Gols |
| ---- | --------------------- | --------------- | ---- |
| 1    | Sammie Szmodics       | Blackburn       | 27   |
| 2    | Adam Armstrong        | Southampton     | 25   |
| 3    | Crysencio Summerville | Leeds United    | 21   |
| 4    | Morgan Whittaker      | Plymouth Argyle | 19   |
| 5    | Jamie Vardy           | Leicester       | 18   |
| 6    | Ché Adams             | Southampton     | 16   |
| 6    | Emmanuel Latte Lath   | Middlesbrough   | 16   |
| 6    | Josh Sargent          | Norwich City    | 16   |
| 6    | Haji Wright           | Coventry City   | 16   |
| 10   | Jack Clarke           | Sunderland      | 15   |

### Hat-Trick
| Jogador          | Para              | Contra              | Resultado | Data                   |
| ---------------- | ----------------- | ------------------- | --------- | ---------------------- |
| Ozan Tufan       | Hull City         | Sheffield Wednesday | 4–2 (C)   | 12 de agosto de 2023   |
| Morgan Whittaker | Plymouth Argyle   | Norwich City        | 6–2 (C)   | 23 de setembro de 2023 |
| Ellis Simms      | Coventry City     | Rotherham United    | 5–0 (C)   | 5 de março de 2024     |
| Milutin Osmajić  | Preston North End | Huddersfield Town   | 4–1 (C)   | 9 de abril de 2024     |
| Abdul Fatawu     | Leicester         | Southampton         | 5–0 (C)   | 23 de abril de 2024    |